# Nacina Ves
Nacina Ves (in ungherese Nátafalva) è un comune della Slovacchia facente parte del distretto di Michalovce, nella regione di Košice.